# Oude Molen (Valkenburg)
De Oude Molen of Banmolen is een watermolen die gebruikmaakte van het water van een tak van het riviertje de Geul en staat midden in Valkenburg in de Nederlandse provincie Limburg. Tegenwoordig draait de Francisturbine nog wel, maar vindt de aandrijving plaats door een elektromotor.  Het water van de molen wordt door de Walramstuw via de molentak naar de watermolen vervoerd.
De molen is een rijksmonument en is tevens onderdeel van het Buitengoed Geul & Maas.

## Geschiedenis
In de vroegste molengeschiedenis hadden de Heren van Valkenburg de molen in bezit.
Vanaf 1648 was de molen in het bezit van de Raad van State van de Republiek der Verenigde Nederlanden. De inwoners van 25 dorpen en buurtschappen waren tot de Franse tijd verplicht om hier hun graan te laten malen, vandaar de naam banmolen.
In de 19e eeuw bestond de watermolen uit twee raderen, waarbij het achterste rad (doorsnee van 5,12 meter en 84 centimeter breed) gebruikt werd voor het malen van graan en het voorste rad (doorsnee van 5 meter en breedte van 91 centimeter) gebruikt werd voor het pellen van gerst.
In 1860 werd het grootste gedeelte van het pand gelegen op de linkeroever met de voorste molen afgebroken. Het werd vervangen door een groot molengebouw van mergelsteen en muurankers en had drie verdiepingen. De voorgevel werd toen over de molentak heen gebouwd en het voorste deel werd de "Groote Molen" genoemd. Het achterste deel van de molen ("Boerenmolen" genaamd) bleef gehandhaafd.

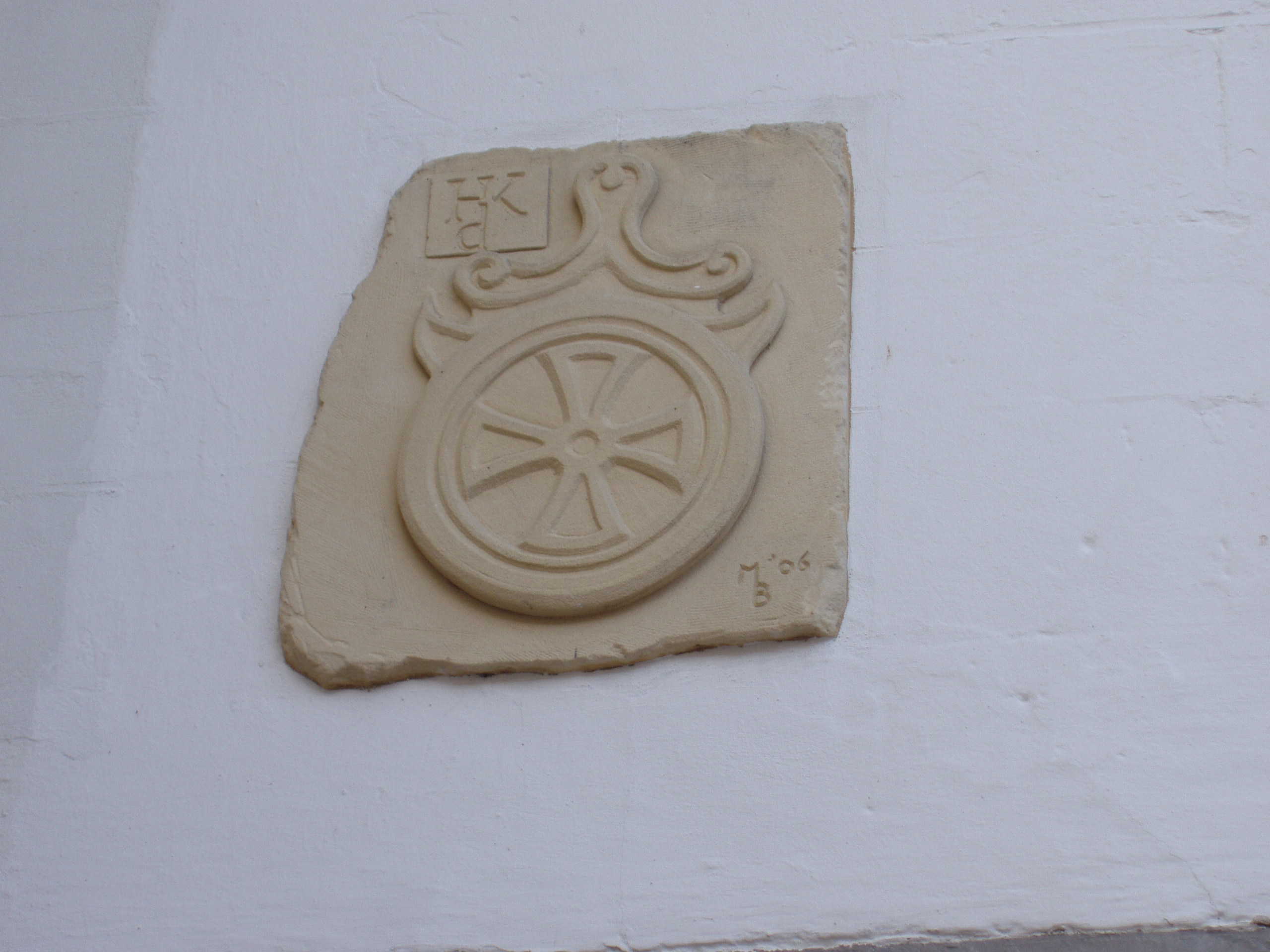
Gevelsteen met logo Vereniging Hendrick de Keyser

Omstreeks 1865 werd het waterrad van de Boerenmolen vervangen door een ander rad met een doorsnede van 6,46 meter en was 92 centimeter breed.
In 1876 kreeg de Groote Molen een waterrad met een doorsnede van 7 meter en een breedte van 325 centimeter.
In de nacht van 21 op 22 december 1901 brandde de watermolen af. In verband met instortingsgevaar moest de topgevel worden gesloopt. De molen werd herbouwd en men verkreeg in 1902 toestemming van het provinciebestuur om het waterrad te vervangen door een turbine en de over de Geul gelegen gewelven van de voorgevel te vervangen door ijzeren balken. De bestelde turbine werd niet geleverd en de molen had toen alleen nog een waterrad.
In 1919 kreeg de watermolen een Francisturbine, die al werkt bij een valhoogte van twee meter. Het is een dubbele vertikale Francisturbine met twee verschillende schoepenkransen boven het loopwiel. Elke schoepenkrans heeft een eigen zuigbuis. De zuigbuis van de bovenste schoepenkrans zit aan het loopwiel. De zuigbuis van de onderste schoepenkrans zit in het beton van de bodem van de turbinekamer. In 1919 werd begonnen met het maken van kunstwol. In 1920 beschikte de molen over acht kunstwolmolens, maar in 1922 kwam de molen in financiële moeilijkheden, mede omdat het gebruik van kunstwol werd verboden.
In 1922 werd het maalbedrijf van de molen opnieuw ingericht door de nieuwe eigenaren, de vier gebroeders Schyns. Er werden zes, betonnen graanbunkers gebouwd met een totale capaciteit van 120 ton graan. Met twee jakobsladders werd het graan uit de buiten gelegen stortput boven in de graanbunkers gebracht. Later kwamen er nog plaatijzeren graanbunkers bij. In het begin van de jaren veertig kreeg de molen een niet meer aanwezige was- en drooginstallatie voor het reinigen van het inlandse graan.
In 1960 kwam de molen stil te staan en verviel het pand langzaam aan tot een krot.
In 1984 werd de molen gekocht door Alexis Maria Theodorus Plantaz, die de eigenaar is van de Muggemolen te Eijsden, en ging de Oude Molen gebruiken voor het malen van biologische tarwe en voor andere biologische producten.
In 2003 werd het complex gekocht door Vereniging Hendrick de Keyser. In de periode 2004 tot 2006 werd het complex gerestaureerd waardoor de woningen weer bewoond kunnen worden.
In de molen staan op de eerste verdieping vier, in twee rijen opgestelde, maalkoppels met ijzeren maalkuipen en 16er, 140 cm doorsnede, zelfscherpende kunststenen, een dubbele walsenstoel en een haverpletter. De maalkoppels zijn geheel gesloten, waarbij het meel wordt afgezogen. Onder de verdiepingsvloer loopt de hoofdaandrijfas, die via riemen de maalkoppels aandrijft. Deze as drijft of dreef ook de graanreiniger, de manteltrieur, een haverpletter, een spits- en schilmachine en twee schroefmengketels aan. Het meel werd tot bloem gezeefd met een planzifter. De machines werden begin jaren twintig geleverd door de firma L. Michel-Simonis (L.M.S.) uit Jupille bij Luik. De L.M.S.-maalstenen met een recht pandscherpsel werden in de jaren veertig vervangen door de zelfscherpende kunsstenen.
De planzifter bestaat uit twee stapels van 7 kasten met zeven en scheidt het meel in bloem, zemelen en griezen. De zeven worden open gehouden door heen en weer gaande borstels.
In de molen staat ook een aspirateur voor het reinigen van het graan en een automatische, zelfwerkende weegschaal.

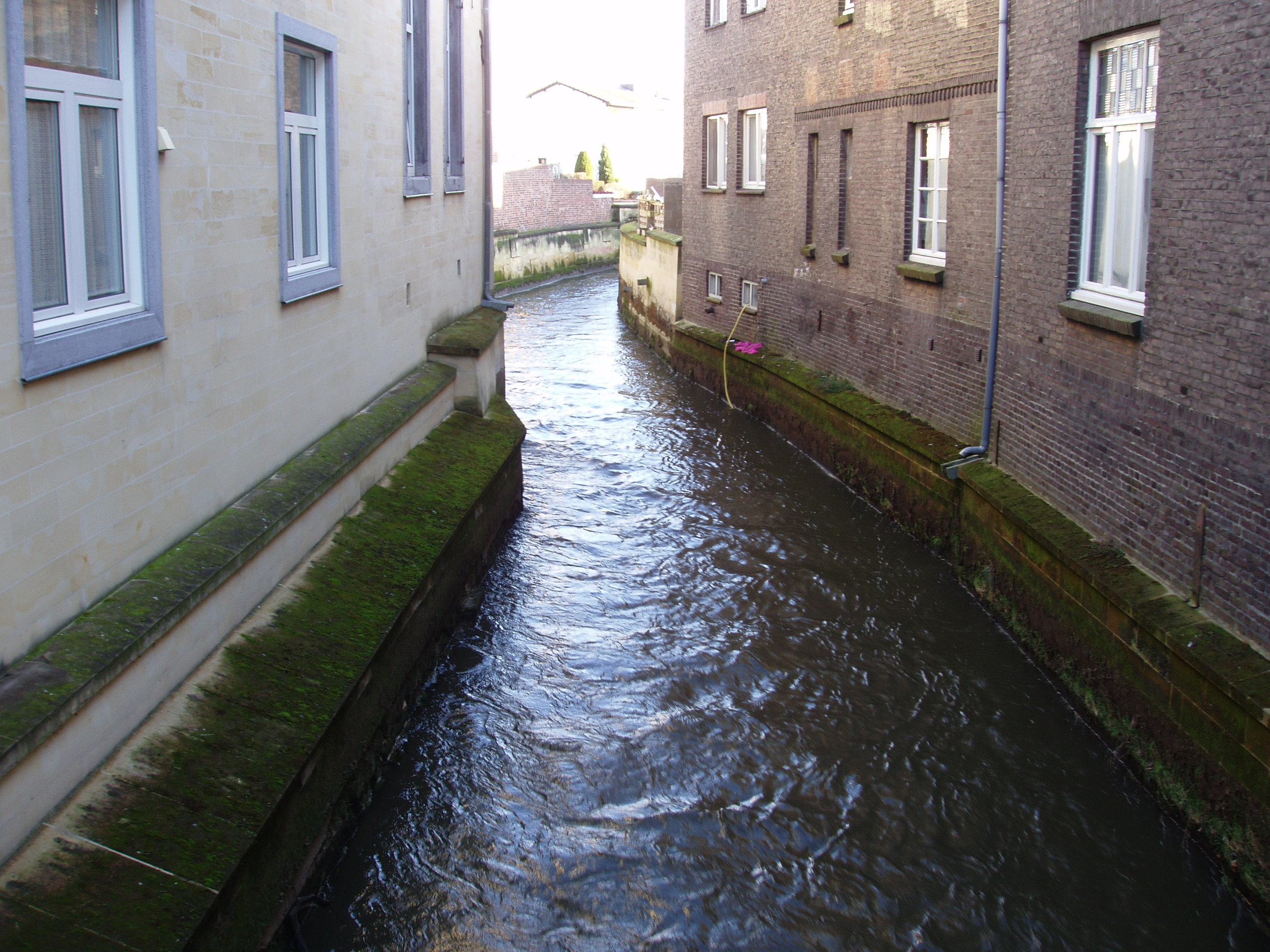
De Geultak voor de molen
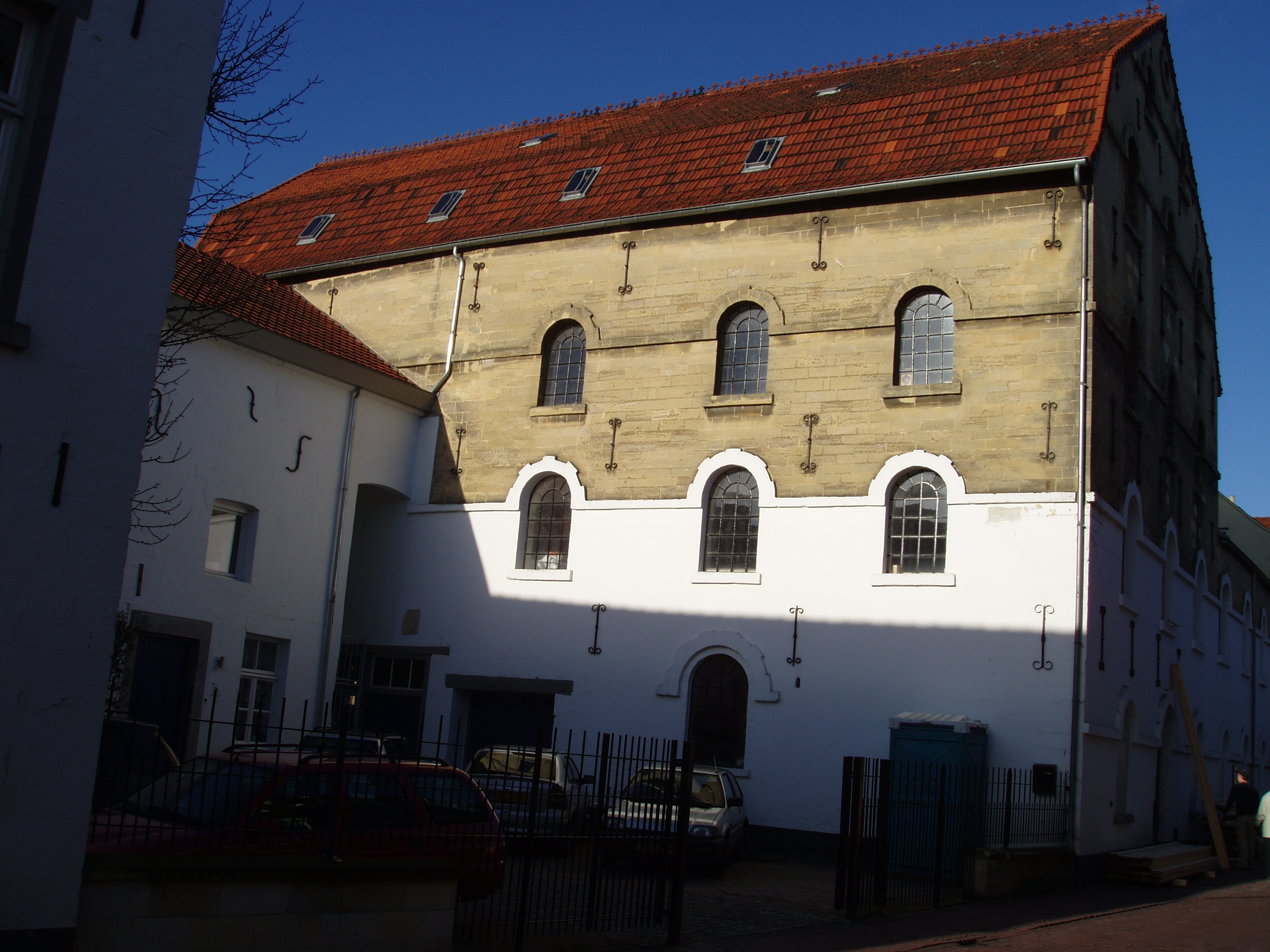
Het molengebouw
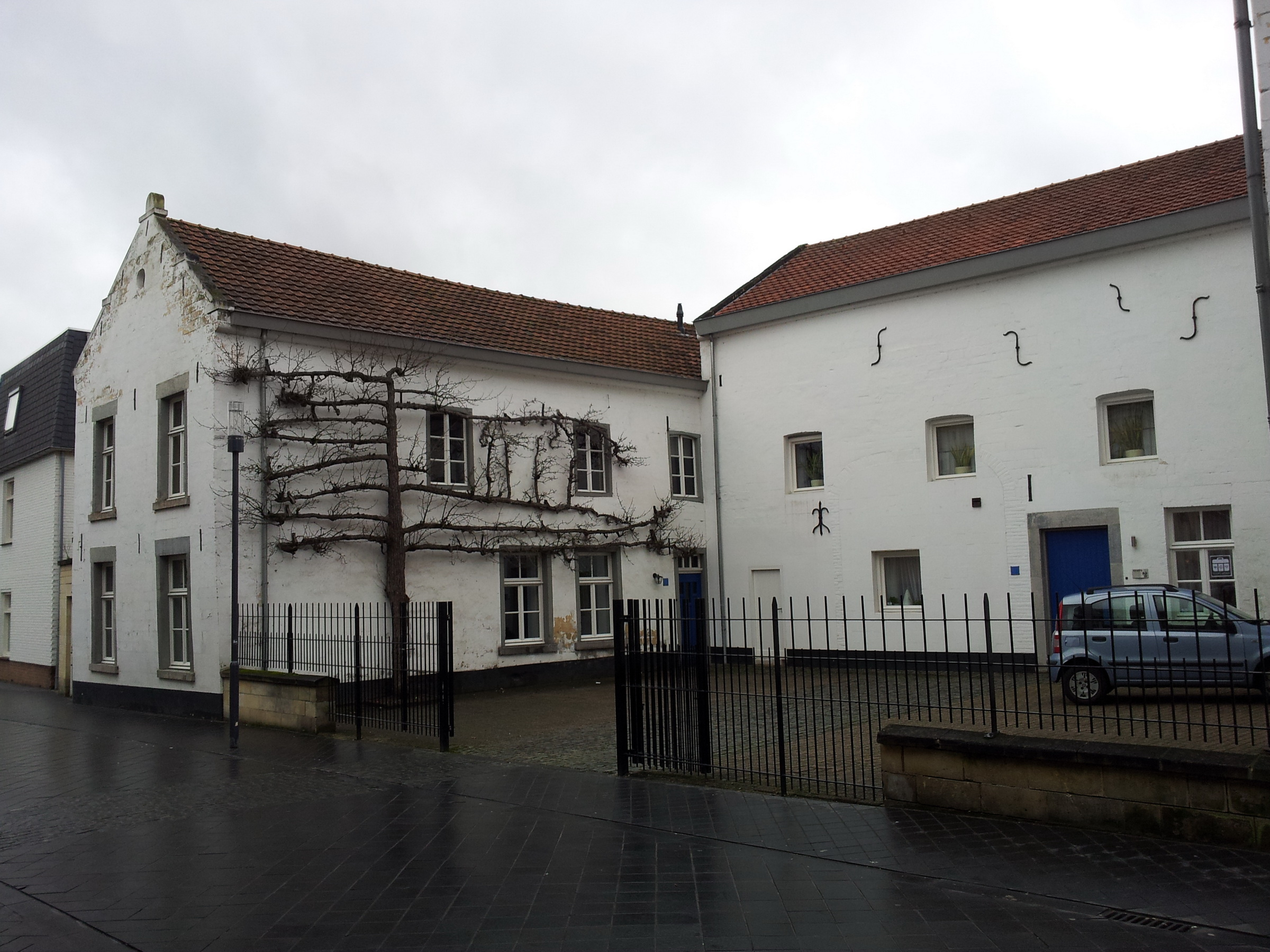
Binnenplaats
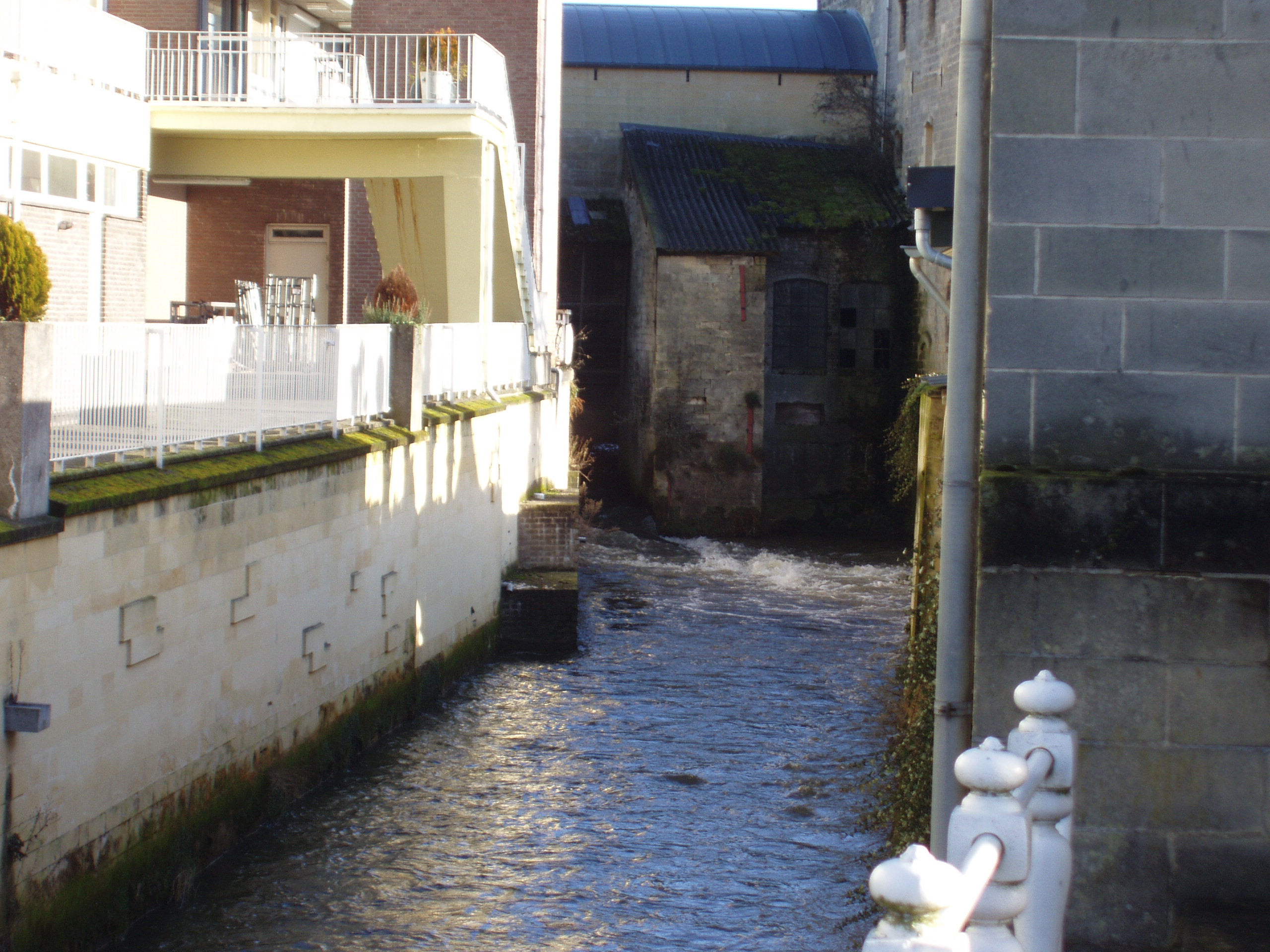
De Geultak na de molen
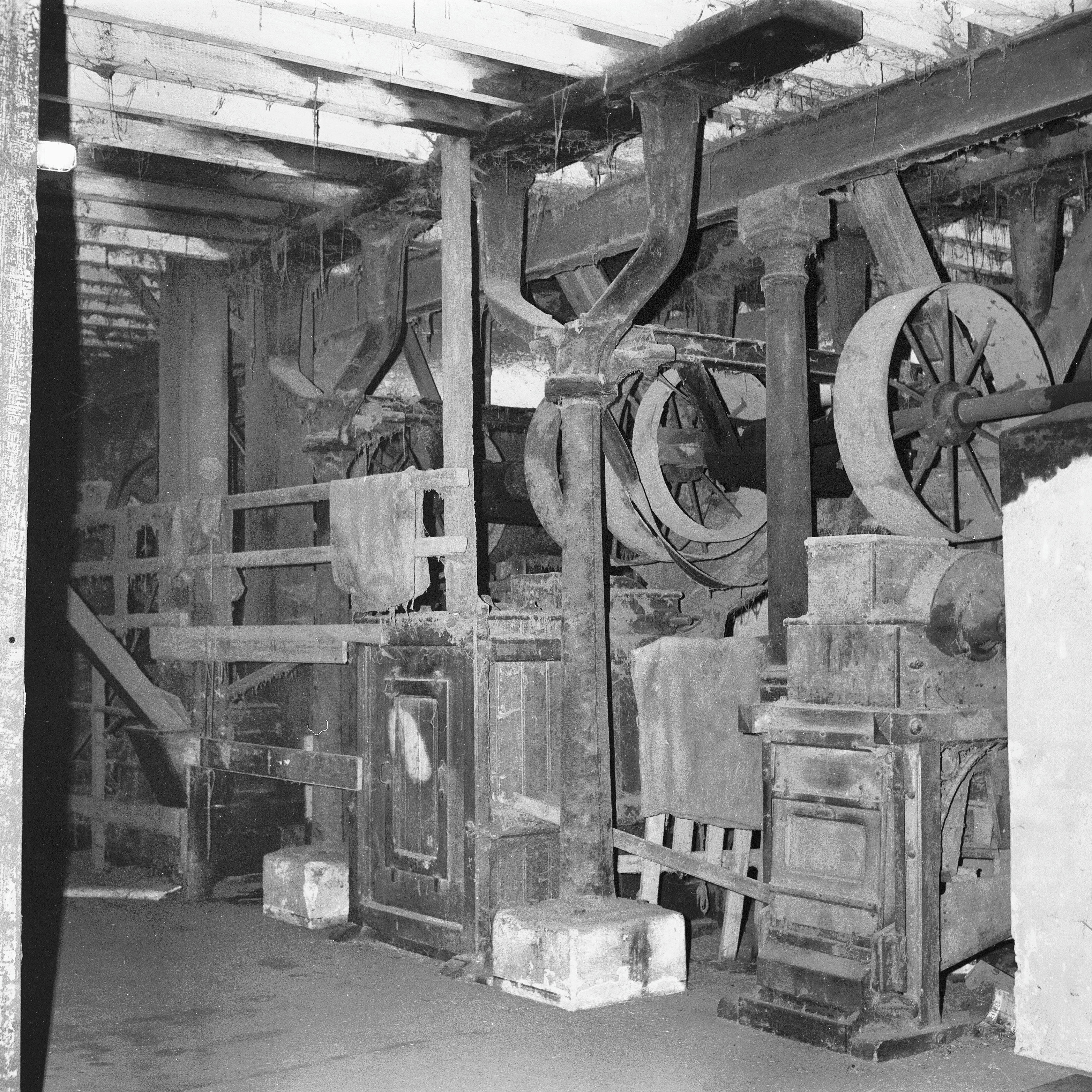
Aandrijving machines in 1984
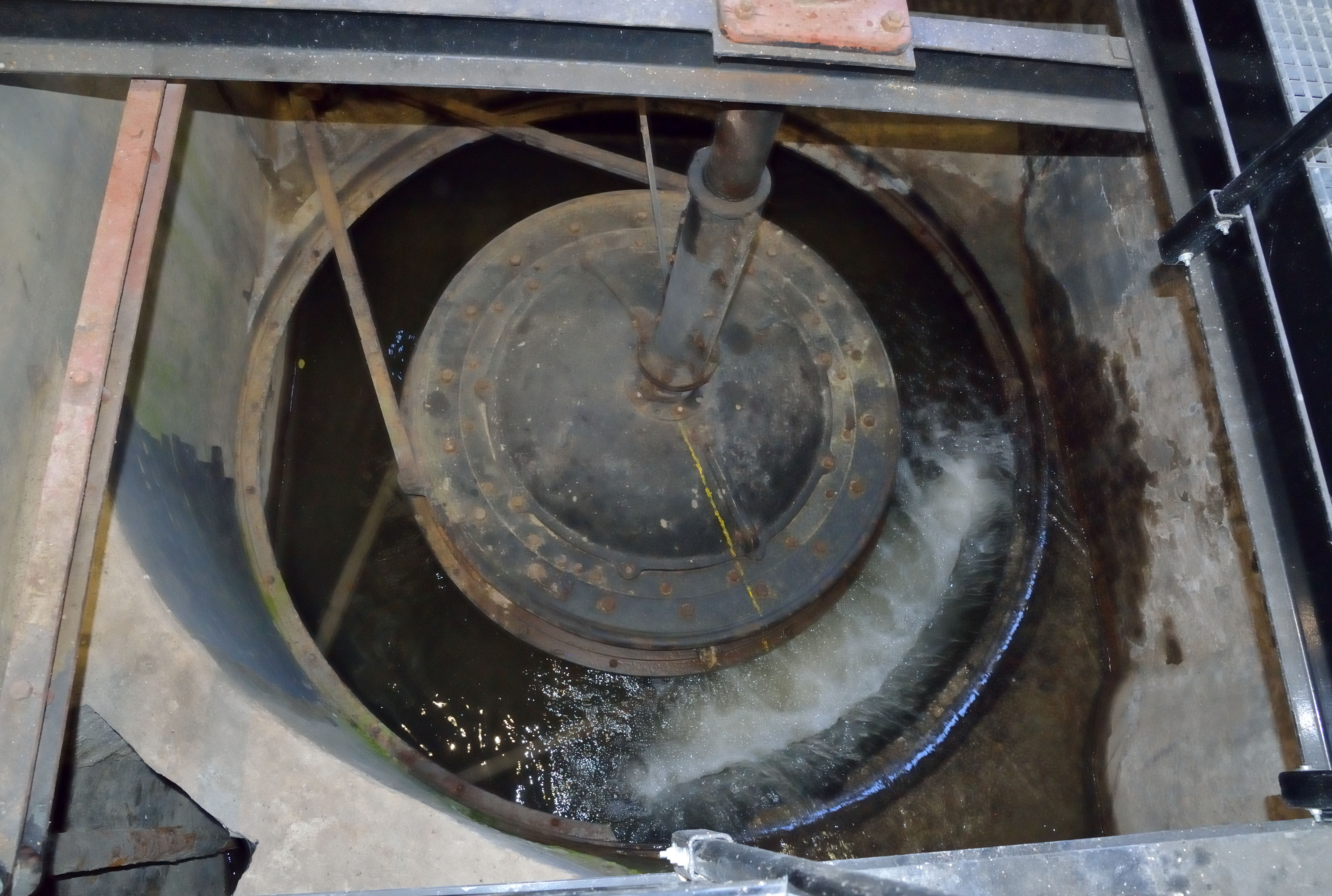
Francisturbine
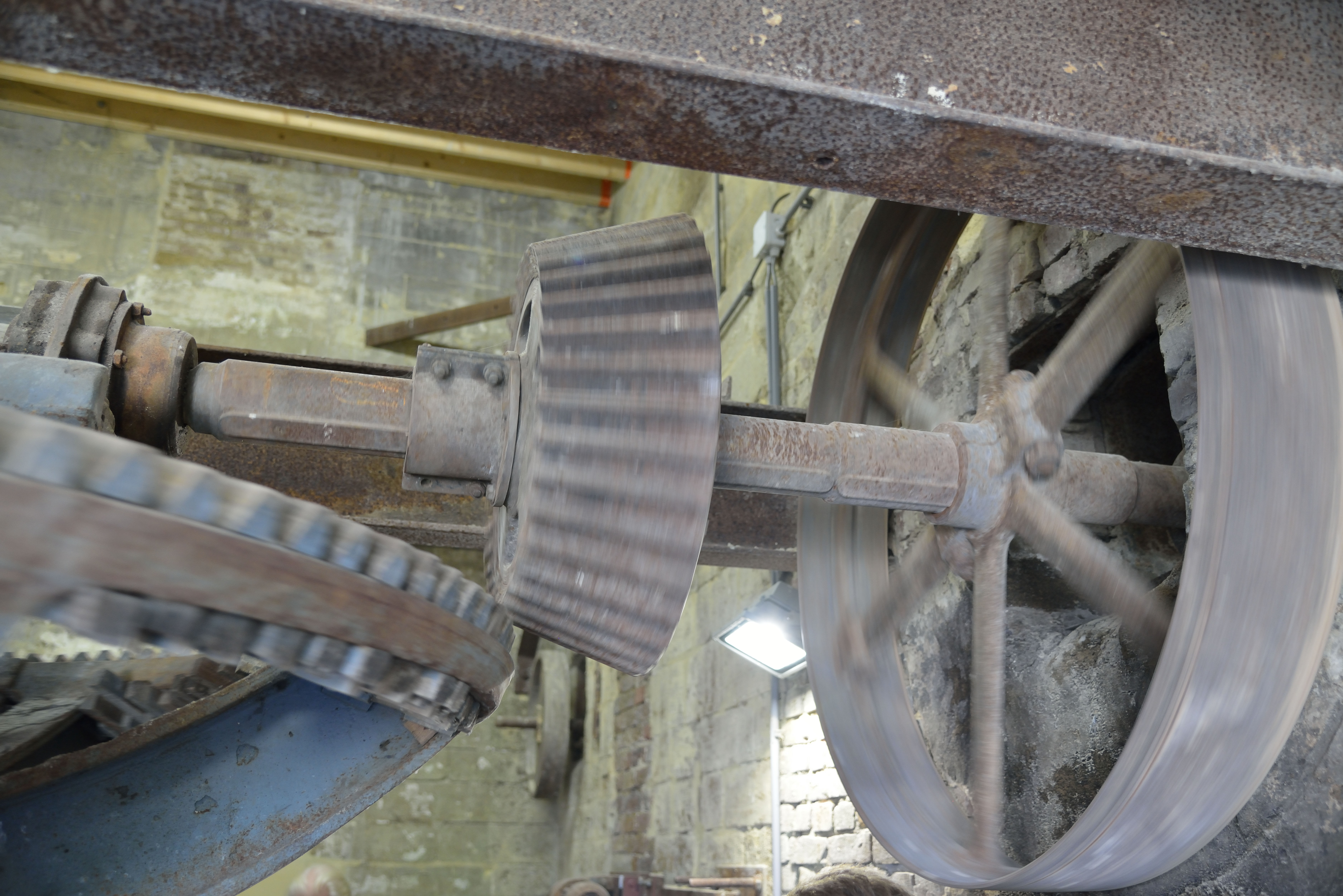
Vroegere aandrijving, nu koppeling buitenwerking
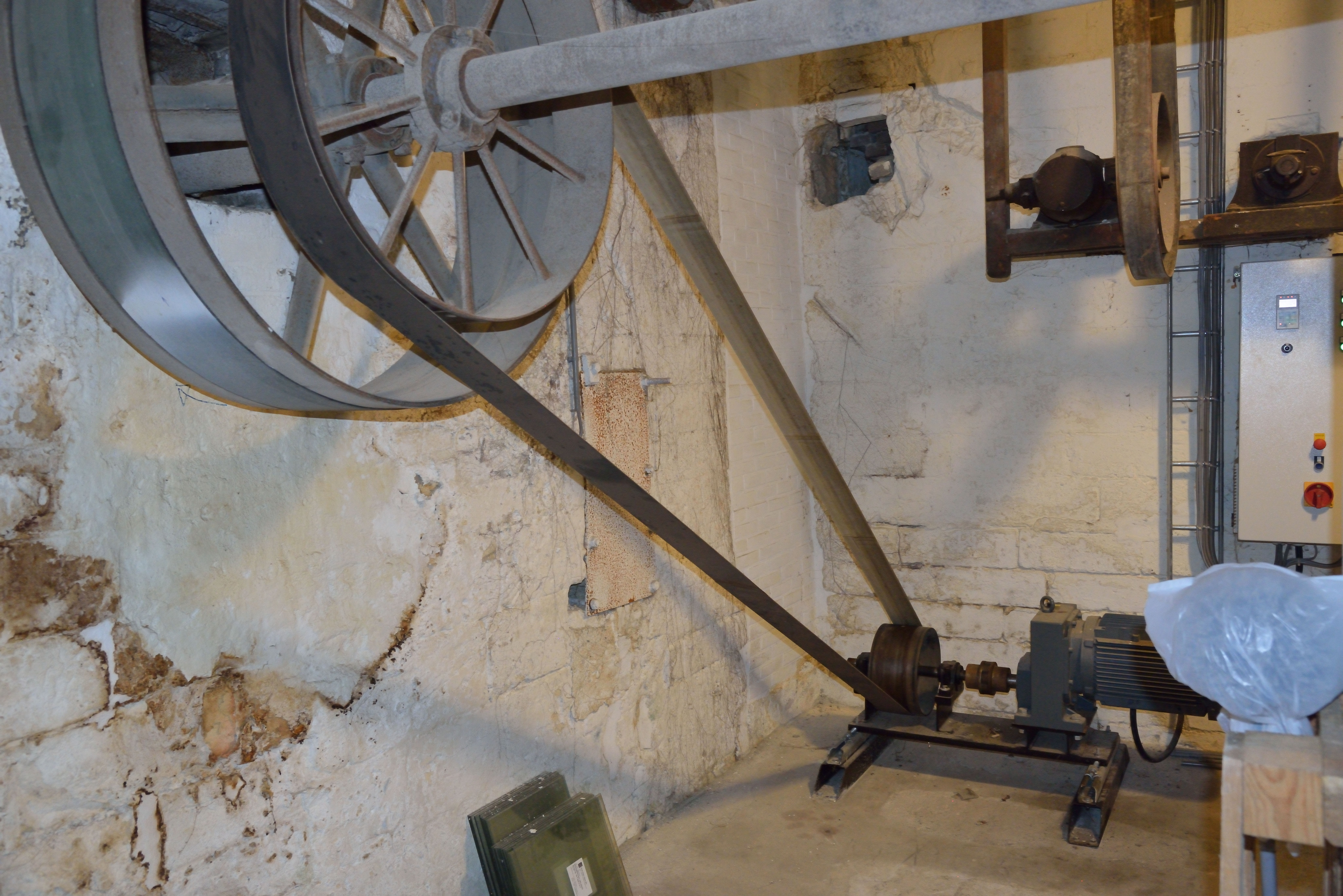
Aandrijving met elektromotor
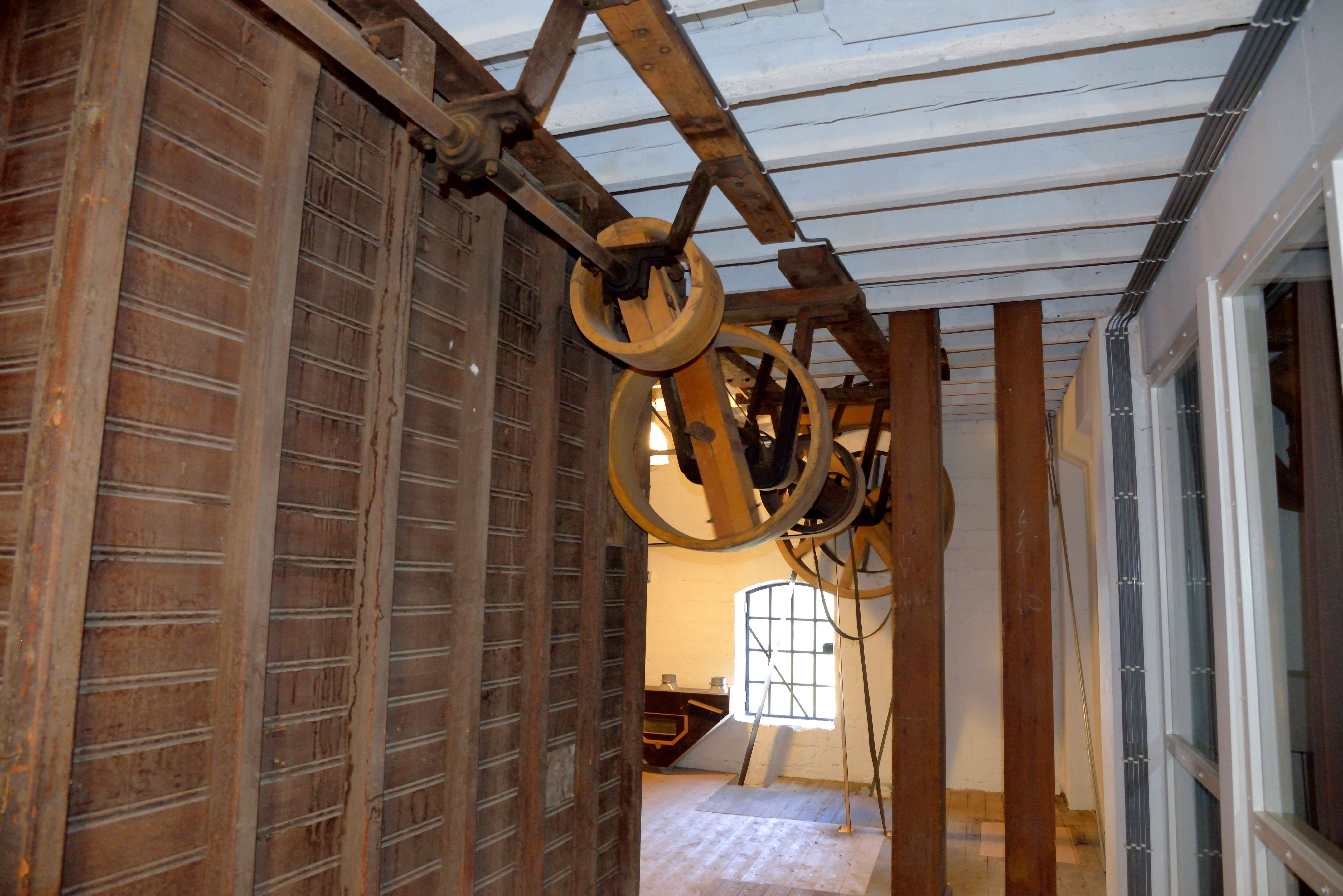
Aandrijfas op tweede verdieping
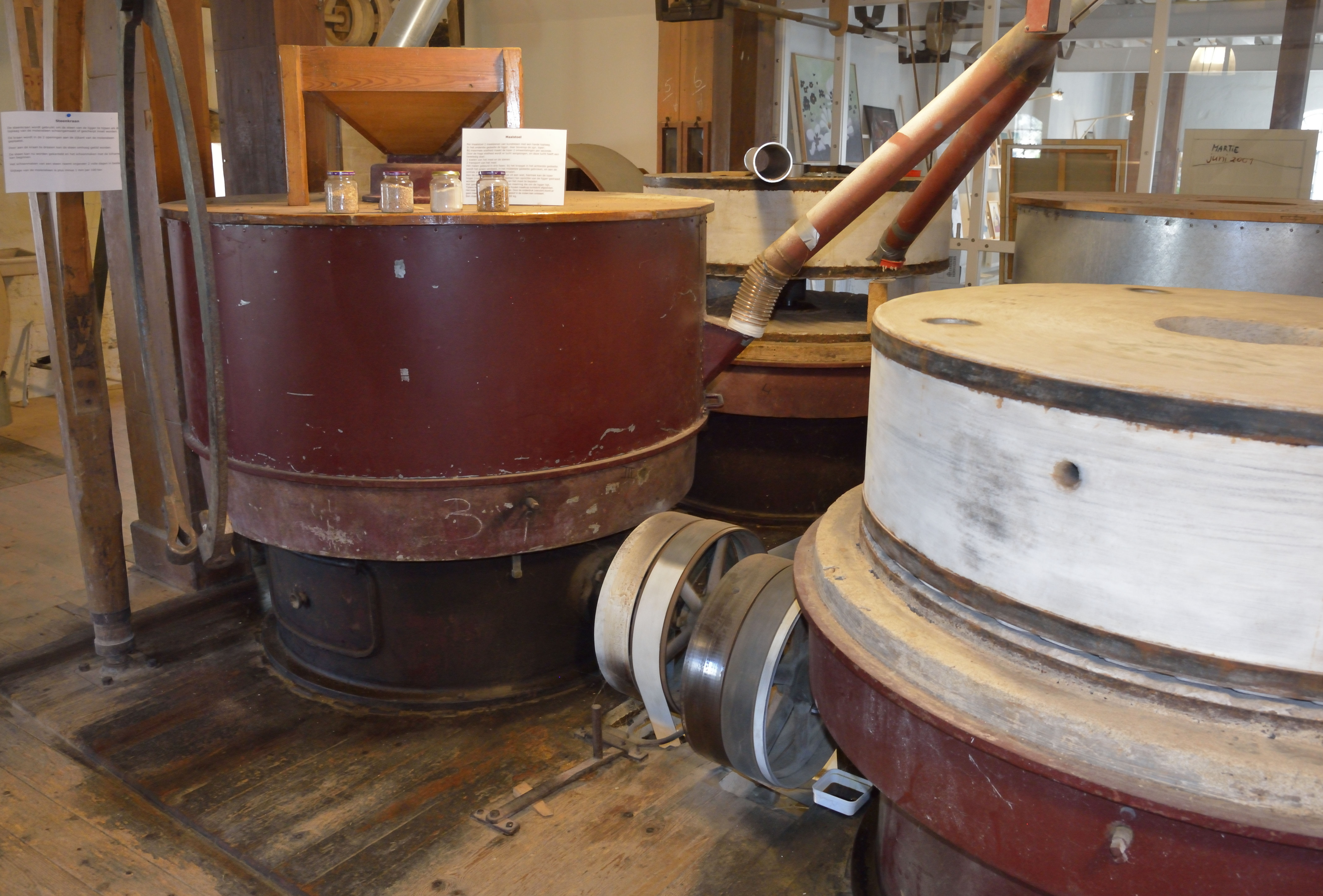
Maalkoppels met afzuiging van het meel
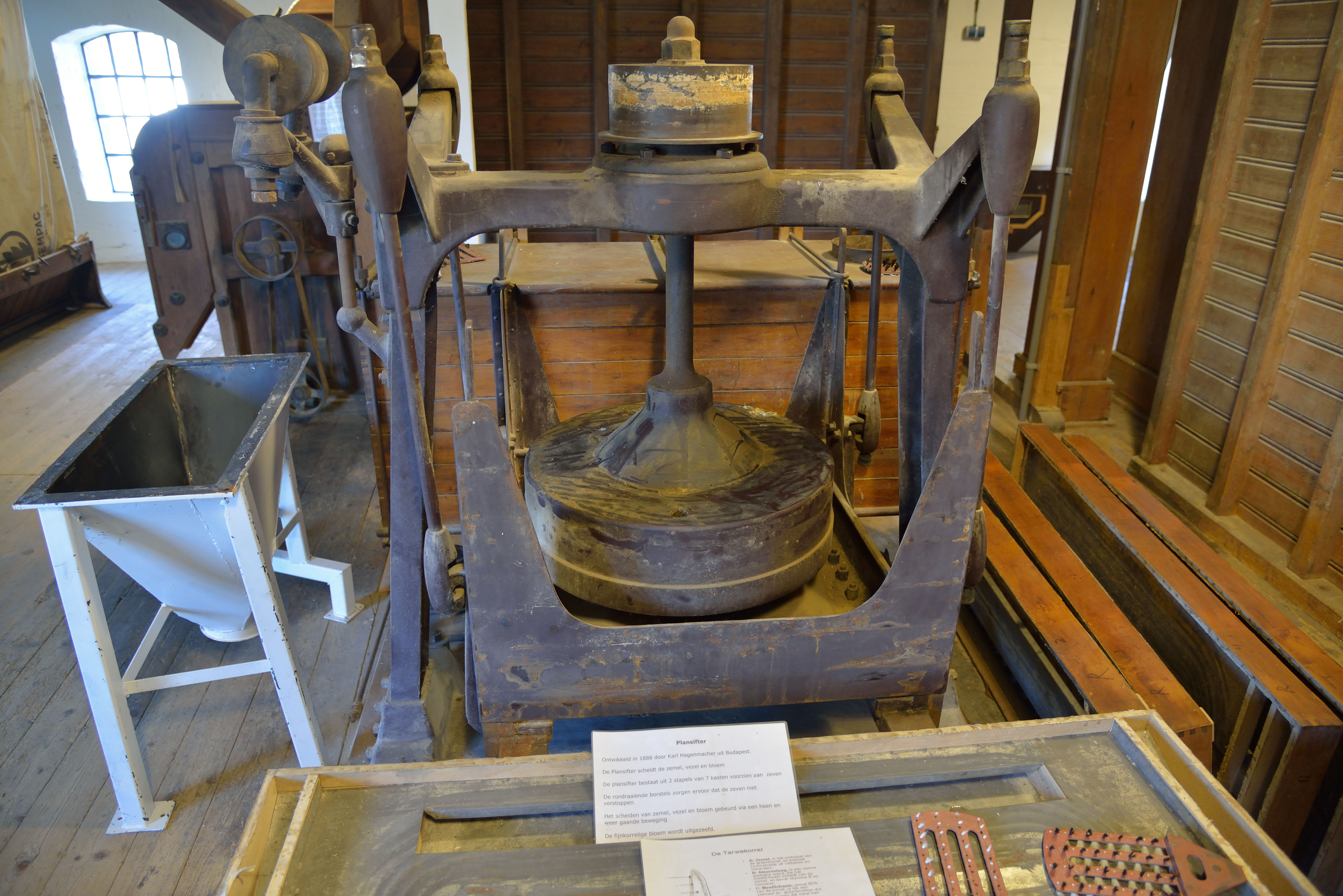
Planzifter
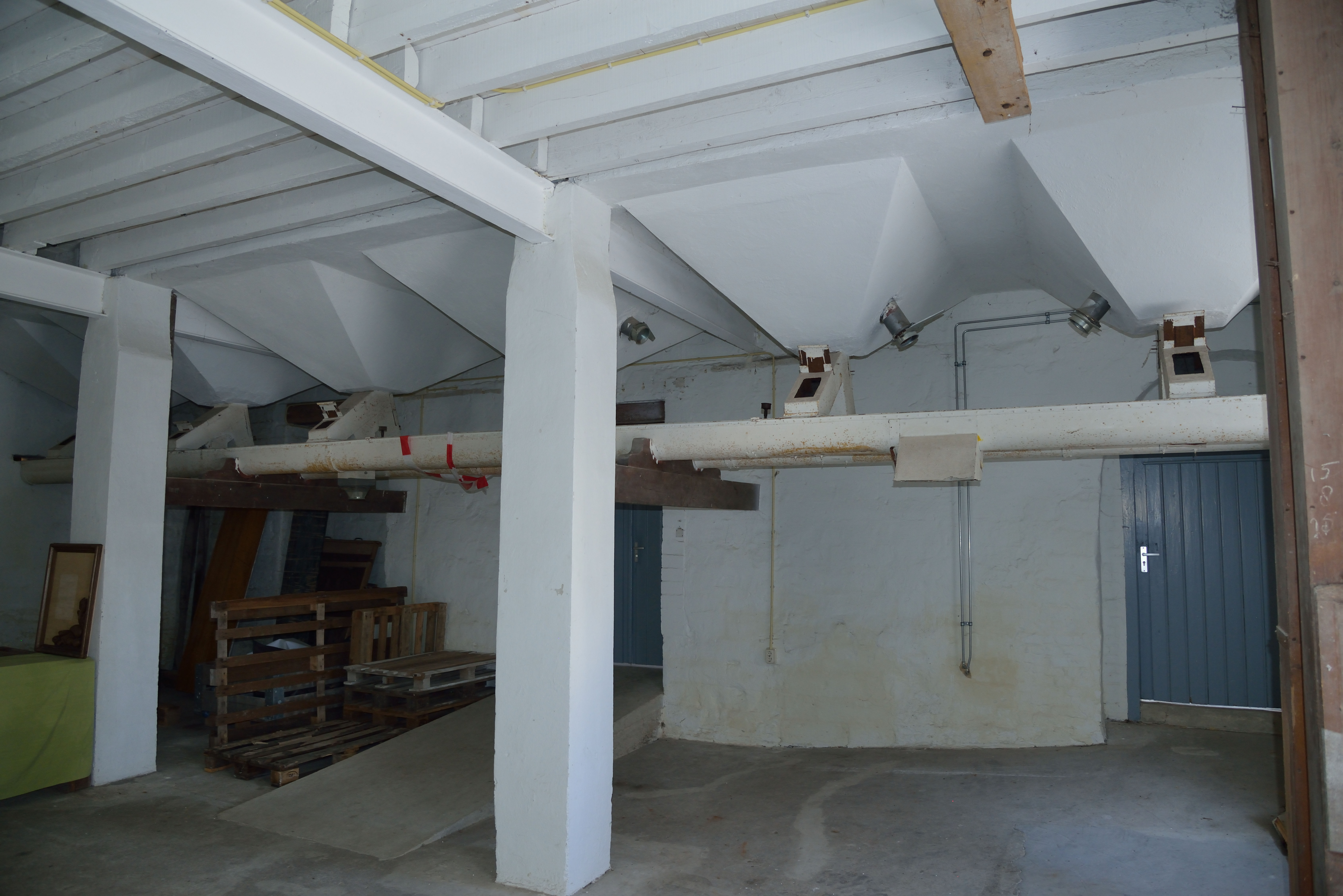
De zes opslagbunkers (begane grond)